# Удденес, Оскар
Фредрик Оскар Улле Удденес (швед. Fredrik Oscar Olle Uddenäs; род. 17 августа 2002, Ломма) — шведский футболист, полузащитник клуба «Эстер».

## Клубная карьера
Футболом начинал заниматься в клубе «Нике». В восьмилетнем возрасте перешёл в школу «Мальмё», где оставался на протяжении десяти лет. В конце июля 2019 года покинул шведский клуб и подписал контракт с итальянским СПАЛ, выступающим в Серии A, где выступал за молодёжную команду.
Спустя год, 3 сентября 2020 году, вернулся в Швецию, где подписал контракт на полтора года с «Вернаму». По итогам сезона Удденес принял участие в пяти матчах, в которых забил один мяч, а команда вышла в Суперэттан. Здесь полузащитник дебютировал 10 апреля 2021 года в гостевом поединке с «Ландскруной», выйдя на поле на 81-й минуте. По итогам сезона «Вернаму» занял первую строчку в турнирной таблице и впервые в своей истории вышел в Алльсвенскан.
6 декабря 2021 года перешёл в «Хеккен», с которым заключил соглашение на четыре года. Первую игру за новый клуб провёл 20 февраля 2022 года в матче группового этапа кубка страны с «Юттерхогдалем». Удденес вышел в стартовом составе и забил два мяча в первом тайме, а его команда разгромила соперника со счётом 13:0. 2 апреля дебютировал в чемпионате Швеции в матче с АИК. На 55-й минуте встречи забил один из мячей «Хеккена», чем помог ему выиграть (4:2).
29 июля 2023 года перешёл в нидерландский «Эксельсиор», подписав с клубом трёхлетний контракт.

## Достижения
«Вернаму»:
- Победитель Суперэттана: 2021

## Клубная статистика
| Выступление      | Выступление      | Выступление      | Лига | Лига | Кубки | Кубки | Конт. кубки | Конт. кубки | Итого | Итого |
| Клуб             | Лига             | Сезон            | Игры | Голы | Игры  | Голы  | Игры        | Голы        | Игры  | Голы  |
| ---------------- | ---------------- | ---------------- | ---- | ---- | ----- | ----- | ----------- | ----------- | ----- | ----- |
| Вернаму          | Дивизион 1       | 2020             | 5    | 1    | 0     | 0     | 0           | 0           | 5     | 1     |
| Вернаму          | Дивизион 1       | 2021             | 22   | 6    | 1     | 0     | 0           | 0           | 23    | 6     |
| Вернаму          | Итого            | Итого            | 27   | 7    | 1     | 0     | 0           | 0           | 28    | 7     |
| Хеккен           | Алльсвенскан     | 2022             | 28   | 7    | 3     | 3     | 0           | 0           | 31    | 10    |
| Хеккен           | Алльсвенскан     | 2023             | 10   | 1    | 2     | 0     | 0           | 0           | 12    | 1     |
| Хеккен           | Итого            | Итого            | 38   | 8    | 5     | 3     | 0           | 0           | 43    | 11    |
| Всего за карьеру | Всего за карьеру | Всего за карьеру | 65   | 15   | 6     | 3     | 0           | 0           | 71    | 18    |